# ピングー
『ピングー』（Pingu）はスイス発祥のクレイアニメであり、南極に住むコウテイペンギンの「ピングー」とその家族を描いている。
本作は、登場キャラクターが特定の言語ではなく、「ピングー語」という視聴者にはわからない言語で会話していることを特徴としており、登場キャラクターの声は、すべてカルロ・ボノーミ（イタリアの俳優）によるものである。
キャラクターはすべて発泡スチロール製の芯の上に色粘土のパーツを組み合わせた人形であり、これらの人形をストップモーション・アニメーションの手法で撮影し、映像を製作していた。
1980年に本作の原型となるテストフィルム「Hugo」が製作され、1987年にはパイロットフィルム「南極からやってきたピングー」（1986年制作）が、第37回ベルリン・フィルム・フェスティバルに入賞。
グットマンの逝去に伴う制作体制の変更などを挟み、1990年から2000年にかけてテレビシリーズが4シーズン分放送された。
その後は、親会社の経営破綻や買収などに伴い、何度か権利元が変更されつつもテレビシリーズの放送が続けられた。

## 制作
原作はオットマー・グットマン（Otmar Gutmann）とエリカ・ブリュガーマン（Erika Brueggemann）である。
本作に登場するキャラクターはすべて発泡スチロール製の芯の上に色粘土のパーツを組み合わせた人形であり、これらの人形をストップモーション・アニメーションの手法で撮影し、映像を製作していた。
1993年スイスのルシコンに「Trickfilmstudio」（別称Pingu Studio）設立。同年、原作者の一人であるグットマンが死去し、彼の友人だったアニメーター甲藤征史が製作に参加した。
この時点ではテレビシリーズの第2シーズン「ピングーの遊園地」の最初の部分のみ撮影されていた。グットマンによるシナリオは肝心の終わりの部分が欠けており、甲藤はセットや小道具から推測して後半部分を制作した。
グットマンは絵コンテを作らない制作スタイルだったが、制作再開を機に、甲藤によって絵コンテなどが作成された。
また、甲藤は幼い視聴者がピングーに共感することを踏まえ、心理表現には非常に気を使ったと朝日新聞の荒ちひろとのインタビューの中で明らかにしている。
甲藤は5年間、製作に携わった。
2001年、「Trickfilmstudio」の親会社であり本作の権利保有及び制作を手掛けていたオランダのアムステルダムに拠点を置く「The Pygos Group」社が破産、全ての資産をイギリスのヒット・エンターテインメント社に売却し、2002年から2006年にかけて制作された第5シリーズ・第6シリーズ及びミニシリーズ「ザ・ピングーショー」はヒット社傘下のHOT Animationで製作された。ただし、「The Pygos Group」の名称は現在もコピーライト等で使用されている。なお、売却以後にリリースされた第4シリーズ以前のDVD版は、初期にリリースされたVHS版と異なり、オープニングや劇中の台詞、BGMが著作権の都合で大幅に変更されている。
スイスで制作されたシリーズの脚本はすべてシルヴィオ・マッツォーラが執筆したのに対し、ヒット社で制作されたシリーズでは何人かの脚本家によって物語が作成された。
2011年、権利元のヒット社が米大手玩具メーカーのマテルに買収され、本作の権利もマテルへ移行した。
2017年より、日本の3DCG制作会社ポリゴン・ピクチュアズ及びNHK、マテルが共同で新シリーズ「ピングー in ザ・シティ」を製作。映像は同じく日本の3DCG制作会社であるダンデライオンアニメーションスタジオが製作している。

## 略歴
- 1980年 - 原型となるテストフィルムが作成される。
- 1986年 - パイロットフィルム「南極からやってきたピングー」が作成される。
- 1987年 - 「南極からやってきたピングー」が第37回ベルリン・フィルム・フェスティバルに出展。
- 1990年 - スイスでピングーシリーズのテレビ放送開始
- 1990年 - 第6回インド国際子供フィルム・フェスティバルで「銀の象賞」受賞。「僕はピングー」

第3回カイロ国際子供フィルム・フェスティバル入賞。「ピングーの卵のおもり」
- 1991年 - スイスでピングーシリーズ2のテレビ放送開始。第18回「日本賞」教育番組国際コンクールで「前田賞」を受賞。「ピンガの迷子」ニューヨーク国際フィルム・フェスティバル入賞。「ピンガ誕生」第2回ドイツ・子供のためのテレビ番組入賞。「ピングーとお医者さん」とそれまでに制作された全27話
- 1991年 - 世界各国でもピングーの放送開始。
- 1993年 - スイスのルシコンにピングー・スタジオ設立。オットマー・グットマン逝去
- 1993年 - 新スタッフでの制作開始。「ピングー・コミック」の連載スタート
- 1998年 - アイダホ州子どもフィルム・テレビジョン・フェスティバル、アニメーション短編部門受賞。「ピングーのしかえし」
- 2001年 - 諸権利がヒット・エンターテインメント社に移行
- 2005年 - 初の英国版となる第5シリーズの制作開始
- 2006年 - バンド「Eskimo Disco」の楽曲「7-11」のミュージックビデオに出演
- 2009年 - BBC制作のチャリティーシングル「Children in Need Medley」のミュージックビデオに出演
- 2011年 - 米マテル社がヒット・エンターテインメント社を買収、諸権利がマテル社に移行
- 2017年 - 国内制作の「ピングー in ザ・シティ」が公開

## 日本での放送
1993年4月5日から11月17日まで、1994年10月5日から11月16日まで、1995年10月6日から11月10日まで、1996年10月9日から11月27日まで、1999年10月7日から10月28日までテレビ東京にて「ピングー 世界で一番元気なペンギン」というタイトルで日本初放送が行われた。その後も同じくテレビ東京系列のTVQ九州放送の『あそぼうラッキー』など、地方民放や独立局で頻繁に放送された。
全国放送ではNHK教育テレビの『ぐっとくるサンデー』内にて放映。その後、同局の『ニャンちゅうワールド放送局』内にて放送された。2007年4月からは、上記番組の放送時間変更にあわせて、新シリーズ「ザ・ピングーショー」がスタートした。初めての試みとして、日本語の解説が入っている。
CSでは2007年4月から2008年6月まで、スカイパーフェクTV!のアニマックスで平日8:20～と毎週日曜日9:20頃～放送。カートゥーン ネットワークでも2011年6月4日から放送された。
2017年10月7日にNHK Eテレで、『ピングーinザ・シティ』の放送が開始された。毎週土曜午前9:20 - 9:27、再放送17:25 -17:32。

## 登場キャラクター

### 主人公
ピングー（Pingu）
本作の主人公。明るく元気なコウテイペンギンの男の子。
やんちゃなところがあり、時々いたずらが過ぎてパパとママに怒られることもある。
一方で双子のペンギンの赤ちゃんのベビーシッターをしたり、貧しいオルガンおじさんを助けたりなど、頼もしい部分もある。
お気に入りはクマのぬいぐるみ。
緑色の野菜が苦手。これが食べられないために幾度も騒動を引き起こしている。それ以外（魚や菓子類）はほとんどが好物。
大声で叫ぶ際、くちばしがラッパのような形状になる。怒ったり悔しがったりするときはくちばしをとがらせてツーツーと叫ぶことがあり、のちにこれは彼のトレードマークとなった。鳥類の筈だが、一部の回で嘴の奥に歯が生えていることが確認できるシーンがある。
妹のピンガには意地悪する事もあるが、一緒に遊んであげたり、幼稚園に付いていってあげたりと基本的には可愛がっている。
手先が器用。楽器演奏の習得が早く、かなりの腕前。何度か物語の中で披露している。
ピンガ（Pinga）
ピングーの妹。初放送時はまだ卵で、後のエピソードにて孵化した。ちょっとおしゃまな愛嬌たっぷりのコウテイペンギンの赤ちゃん。少しおてんばなところがある。
ウサギのぬいぐるみがお気に入り。
生まれた時からしばらくはどんな場面に直面しても無表情だったが、シーズン2の途中から表情豊かになりより可愛らしくなっている。また、話が進むにつれて背中が徐々に黒くなっていっている。

### ピングーの家族
パパ
郵便配達の仕事をしている。怒るときは怖いが、とても面倒見の良いパパ。
ママ
パパ同様、怒ると怖いが、基本的にはとても優しいママ。
おじいさん
ピングーたちとは別の家に住む人物で、ピングーは彼を通じてアコーディオンの使い方や飛行機の飛ばし方を学んだ。少しピングーに甘い所があるがシーズン4以降は怒ることが多くなる。

### ピングーの友人
ロビ（Robby）
グレーのアザラシ。ピングーの親友で、とても賢く絵が上手い。
特技は魚を三枚におろす事、バレーボール。
ピンギ（Pingi）
ピングーのガールフレンド。「ピングーのガールフレンド」にて、学校の転入生として初登場した。
ピングーの事を想っており、バレンタインプレゼントを渡したこともある。
ピンゴ（Pingo）
ピングーの友人で良きライバル。縦に長い頭が特徴。
ピングーをからかうことがあるが基本的に仲は良く、よく一緒に遊んでいる。「ピンガの迷子」ではピンガが死んだと思われて泣き崩れるピングーを励ました。
ピンク（Pingg）
平たい頭と長いくちばしが特徴。
ピンゴの相棒で、ピンゴ同様よくピングーをからかうが基本的に仲は良く「ピングーのそりあそび」等で一緒に遊ぶ。
ポンギ（Pongi）
縦に丸いくちばしが特徴で、時折めがねをかけている。初登場は「ピングーのアイスホッケー」。
初期では彼がピンクと呼ばれることもあった。
パンキー（Punki）
ピングーの友人。はねっ毛と縦縞模様のズボンを穿いているのが特徴。ピングーの友人という設定ではあるものの「ピングーの郵便配達」でピングーにイヤミを言うところ以外登場回数は非常に少ない。

### その他のペンギン
オルガンおじさん
手回しオルガンを弾くおじさん。貧乏で家も穴だらけであり、食事も充分でなくやつれた顔をしているが、ピングーに助けられる。
先生
ピングーたちの通う学校の先生。教師や学校長を務めている。時には厳しく、時に優しい。
おじさん
駐車場で遊ぶピングーたちを叱り付けていて、ピングーのパパとママ同様に怒るときはとても怖いが、本当はとても優しかった。
家のお隣さん
「家の庭だから」と怒鳴りつけるお隣さんだが、懲りたピングーを許しボールを返してくれた。
おばさん
ピングーがお泊りするため、遊びに来たことがある、心優しいおばさん。
医者
氷の下敷きになったりくちばしを怪我したりしたピングーを助ける病院の先生。yeah yeahと言うのが口癖。
アイスホッケーのペンギンたち
ピングーたちを馬鹿にしている自分勝手なペンギンたち。
ピンクのパパ
主に丸太割りの仕事をしているピンクのパパ。ピンクにそっくり。
ピンゴのパパ
家で魚屋の仕事をしているピンゴのパパ。ピンゴにそっくり。
ピンギのパパ
運び屋の仕事をしているピンギのパパ。ピンギにそっくり。
パン屋のおじさん
パン屋の職人。ピングーがお遣いのとき自分の作っていたパンを盗み食いした分の煙突掃除を命じた。
双子のペンギンの赤ちゃん
いたずらばっかりで、自分たちのベビーシッターであるピングーに怒られ、泣き出してしまったが、ピングーが上手くあやしたことにより寝ることができた。

### ペンギン以外のキャラクター
トド
ピングーの夢の中に登場した巨大でサディスティックなトド。ピングーをいじめて楽しむえげつない存在。
カモメ
ストーリーによく登場し、ピングーに糞を落としたり、魚を奪ったりする。
バジュー
ピングーとピンガが知り合った謎の雪男。

### 特別エピソードのキャラクター
長編「しあわせな結婚式」で登場する。
緑ピングー
ピングーそっくりの緑のペンギン。
王子
パパそっくりの緑色のペンギン。
王女
ママそっくりの緑色のペンギン。

## 主題歌
サブタイトルに使用される曲は「Pingu Dance（ピングー・ダンス）」というタイトルの曲である。デビッド・ハッセルホフの歌唱による、約3分20秒のフルバージョンがある。

### 日本版VHS・DVDの主題歌
オープニング（初期・VHS版）
「ピングー ラップ」 作曲：松浦雅也、歌：PINGU & FRIENDS
エンディング（初期・VHS版）
「SEEDS of HAPPINESS」 作詞：田久保真見、作曲：山川恵津子、歌：M-Rie（宮島理恵）
エンディング（再放送前半期）
「ピングーのテーマソング」
エンディング（再放送後半期）
曲名不明（VHS「ピングーのたからもの」に収録されている曲）

### 日本版VHSの挿入歌
「Woodpeckers from Space」（初期・VHS版「ピングーの卵のおもり」挿入歌）歌：VideoKids
「ハンド・イン・ハンド」（初期・VHS版「ピングーのアイスホッケー」挿入歌） 歌：コリアナ
- 再放送では主題歌が異なる場合もある。オープニングは雪で「PINGU」の文字を作るところから始まる。
- 再放送のエンディングは前半ではピングーのテーマ、後半ではVHS版の映像を使用した日本独自のものが起用されている。

## 受賞歴
- パイロットフィルム
  - 第37回ベルリン・フィルム・フェスティバル（1987年）
  - Palmares（1989年）
- 僕はピングー
  - 第6回インド国際子供フィルム・フェスティバル 銀の象賞（1990年）
- ピングーのお家づくり
  - 第18回「日本賞」教育番組国際コンクール 前田賞（1991年）